# Temporada de tifones del Pacífico de 1939
La temporada de tifones del Pacífico de 1939 no tiene límites oficiales; funcionó durante todo el año en 1939, pero la mayoría de los ciclones tropicales tienden a formarse en el noroeste del Océano Pacífico entre mayo y noviembre. Estas fechas delimitan convencionalmente el período de cada año en el que se forman la mayoría de los ciclones tropicales en el noroeste del Océano Pacífico.
El alcance de este artículo se limita al Océano Pacífico, al norte del ecuador y al oeste de la línea internacional de cambio de fecha. Las tormentas que se forman al este de la línea de fecha y al norte del ecuador se llaman huracanes; consulte la temporada de huracanes en el Pacífico de 1939. La Oficina Meteorológica de los Estados Unidos rastreó las tormentas de la temporada y las publicó en Monthly Weather Review bajo el título "Tifones y depresiones en el Lejano Oriente". El Monthly Weather Review sólo cubre los ciclones tropicales al oeste de 150°E. Debido a la falta de satélites e informes de barcos debido a la Guerra del Pacífico de la Segunda Guerra Mundial, es posible que existieran otros ciclones tropicales, especialmente si fueron de corta duración o de menor intensidad.
Hubo 29 ciclones tropicales conocidos, incluidos 24 en estado de tifón, de los cuales varias de las tormentas fueron mortales. Un tifón en noviembre fue el ciclón más mortífero de la temporada, causando 49 muertes a su paso por Filipinas. El mismo tifón luego azotó Hong Kong, donde el Observatorio de Hong Kong registró el primer período de calma durante el ojo de un ciclón. Al menos 151 personas murieron durante la temporada, con 12 desaparecidas y sin confirmar su estado durante algún momento de la temporada.

## Sistemas

### febrero a mayo

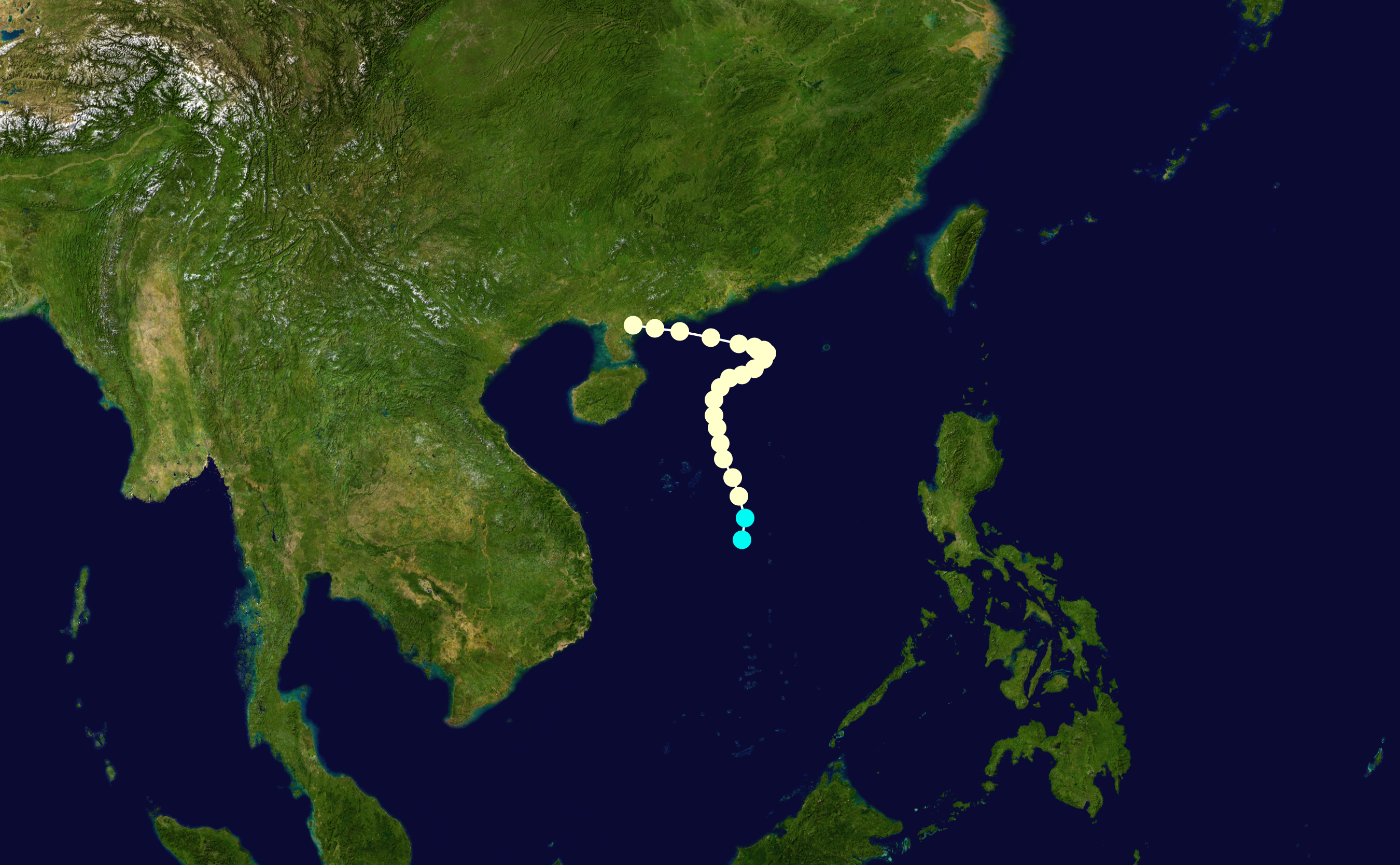
Mapa de seguimiento del tercer tifón

Una depresión se observó por primera vez el 3 de febrero mientras se encontraba a unas 250 millas (400 km) de Yap. Avanzó constantemente hacia el oeste hasta el 7 de febrero, cuando se detuvo a unas 200 millas (320 km) al este de la isla filipina de Mindanao. La depresión permaneció casi estacionaria durante dos días hasta que cambió a un movimiento constante hacia el noroeste. Se acercó a la isla de Sámar el 12 de febrero, donde se informó una presión de 1.006,0 hectopascales (29,71 inHg), y posteriormente giró hacia el norte y luego hacia el noreste. La depresión se observó por última vez el 16 de febrero acelerando hacia las Islas Aleutianas. El sistema produjo fuertes lluvias en Filipinas, con extensas inundaciones reportadas en Surigao del Norte.
El 29 de abril, se ubicó un área de baja presión a unas 300 millas (480 km) al sur de Yap. Se movió hacia el oeste, hacia el norte y finalmente hacia el oeste-noroeste antes de convertirse en una depresión tropical el 2 de mayo al este de Filipinas. Temprano el 3 de mayo, después de intensificarse hasta convertirse en una tormenta tropical, el sistema golpeó la isla Samar y al día siguiente golpeó Masbate antes de girar hacia el norte. Después de pasar por el norte de Luzón el 5 de mayo, la tormenta aceleró hacia el noreste a medida que avanzaba por el Estrecho de Luzón y se intensificó hasta convertirse en tifón el 7 de mayo. Mientras el tifón estaba frente a la costa sur de Japón, un barco se encontraba a 290 millas (465 km) al sur de Nagoya informó una presión central mínima de 986,0 hectopascales (29,12 inHg). El tifón se debilitó a medida que avanzaba en paralelo a unas 100 millas (160 km) de la costa de Japón, y se observó por última vez el 9 de mayo acelerando hacia el noreste. La tormenta produjo fuertes vientos en las partes orientales del archipiélago filipino. 90 pescadores quedaron atrapados en la tormenta, una persona se ahogó y once desaparecieron según una estimación realizada un mes después de que la tormenta pasara por el área. Los vientos alcanzaron fuerza de tormenta tropical en el sur de Japón.
Una depresión tropical se desarrolló el 26 de mayo en la parte norte del Mar de la China Meridional. Después de moverse inicialmente hacia el noroeste, la depresión luego giró hacia el noreste y rápidamente se intensificó hasta alcanzar el estado de tifón el 28 de mayo mientras se encontraba al este de Hainan. El tifón se estancó el 30 de mayo antes de girar hacia el oeste y avanzó tierra adentro en el sur de China el 31 de mayo. Varios barcos informaron de fuertes vientos, mar embravecido y fuertes lluvias junto con la tormenta, y un barco informó una presión central mínima de 994.0 hectopascales (29,35 inHg). En tierra, una estación en Hong Kong registró una presión de alrededor de 1000,0 hectopascales (29,53 inHg), así como vientos menores.

### julio

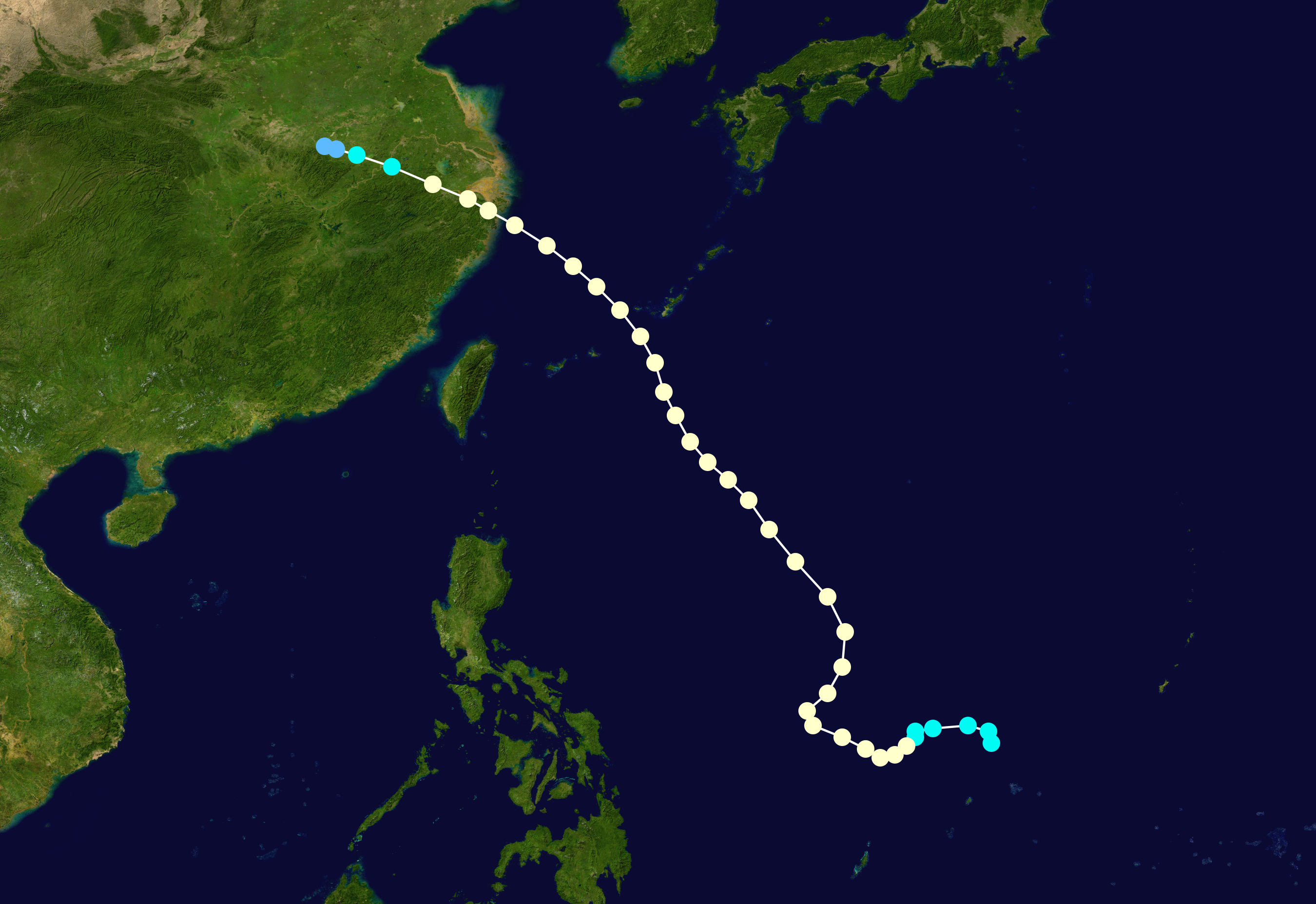
Mapa de seguimiento del segundo tifón en julio, que azotó China

El 7 de julio, se observó por primera vez una depresión tropical mientras se encontraba a unas 400 millas (645 km) al este de Naha, Okinawa. Se movió hacia el noroeste y, al día siguiente, una estación en Ōshima informó vientos superiores a 65 mph (105 km/h) y una presión de 978,0 hectopascales (28,88 inHg) cuando la tormenta estaba cerca. Según el informe, se estima que se intensificó hasta convertirse en un tifón y, después de girar hacia el noreste al ingresar al Mar Amarillo, golpeó a Corea del Norte. La tormenta giró hacia el este y se observó por última vez el 12 de julio en el Océano Pacífico abierto. Las lluvias y las inundaciones provocadas por el tifón y varias otras tormentas durante el mes provocaron dos muertes y daños considerables a la propiedad pública y privada en Filipinas.
Una depresión tropical se desarrolló aproximadamente a 250 millas (400 km) del este de Filipinas el 7 de julio. La depresión siguió inicialmente hacia el noroeste y, después de intensificarse hasta convertirse en un tifón, su movimiento giró hacia el norte-noreste, seguido de un giro hacia el noroeste el 7 de julio. 10. El tifón cruzó el mar de la China Oriental y tocó tierra en el este de China cerca de Shanghái el 12 de julio, donde se registraron vientos de 130 km/h (80 mph) y una presión de 992,0 hectopascales (29,29 inHg). La tormenta se debilitó a medida que continuaba su movimiento mientras seguía aproximadamente en paralelo a la costa norte y se disipó el 13 de julio. El paso del tifón mató al menos a seis personas en Shanghái.
Un tifón se desarrolló rápidamente a unas 120 millas (195 km) al oeste del norte de Luzón el 10 de julio. Inicialmente se movió hacia el noroeste y luego un día después giró hacia el noreste. Después de pasar por el Estrecho de Luzón, el tifón cambió su movimiento hacia el noroeste, lo que resultó en tocar tierra en el norte de Taiwán. El tifón azotó el sureste de China y se disipó unas 500 millas (800 km) tierra adentro el 17 de julio. Un barco que se dirigía a Hong Kong informó una presión de 997,0 hectopascales (29,44 inHg) y vientos de más de 40 mph (65 km/h). Una estación en el oeste de Luzón registró vientos menores y presiones ligeramente por debajo de lo normal en asociación con el sistema.
El 22 de julio, un área de baja presión se convirtió en una depresión tropical mientras se encontraba a mitad de camino entre Filipinas y las Islas Marianas. La depresión se intensificó constantemente a medida que avanzaba hacia el noroeste y alcanzó el estado de tifón el 18 de julio. Después de un breve giro hacia el norte-noreste, la tormenta cambió su movimiento hacia el noroeste y tocó tierra en el sureste de Taiwán y luego en China en julio. 20 a unas 120 millas (195 km) al sur de Shanghái. Rápidamente se disipó. Una estación en las islas Ryūkyū informó una presión de 997,0 hectopascales (29,44 inHg) con vientos ligeros.
Una depresión tropical se formó el 20 de julio mientras se encontraba entre Filipinas y las Islas Marianas. Después de moverse constantemente hacia el noroeste, el sistema se estancó durante dos días y luego giró hacia el norte-noreste. La tormenta se intensificó hasta convertirse en tifón poco antes de cruzar las islas Ryūkyū, después de lo cual giró bruscamente hacia el oeste. La tormenta se encontró con condiciones desfavorables y se disipó rápidamente sobre las aguas abiertas del Mar de la China Oriental el 27 de julio. Una estación en Naha, Okinawa, registró una presión de 999,0 hectopascales (29,50 inHg), y otra estación en las Islas Ryūkyū informó vientos de alrededor de 32 km/h (20 mph).
Un tifón bien desarrollado se observó por primera vez el 22 de julio moviéndose rápidamente hacia el norte a unas 700 millas (1125 km) al este de Taiwán. El tifón giró hacia el noroeste, pasando justo al sur de la isla japonesa de Kyūshū. Giró hacia el oeste, cruzó el Mar Amarillo y golpeó la provincia china de Shandong antes de disiparse el 25 de julio. Una estación en las islas Ryūkyū registró una presión de 997,0 hectopascales (29,44 inHg), con una estación en la isla Smith informando vientos de aproximadamente 15 mph (24 km/h).
El 22 de julio, un pequeño tifón se desarrolló a poca distancia de la costa de Taiwán . Se desplazó hacia el noroeste, luego giró hacia el noreste y, para el 24 de julio, las condiciones desfavorables hicieron que se disipara. Un barco que navegaba entre Hong Kong y Shanghái, China, informó una presión de 995,0 hectopascales (29,38 inHg) y vientos de alrededor de 35 mph (55 km/h).
Un área de baja presión se organizó en una depresión tropical el 25 de julio sobre las aguas abiertas del Océano Pacífico occidental. La depresión avanzó hacia el noroeste y se fortaleció gradualmente hasta alcanzar el estado de tifón el 27 de julio. Después de girar hacia el oeste, recurrió gradualmente hacia el norte y se acercó al norte de Taiwán. Bajo diferentes corrientes de dirección, el tifón ejecutó un giro en sentido contrario a las agujas del reloj sobre el país y salió de la costa sur después de girar hacia el este. En la mañana del 1 de agosto, estaba ubicado a unas 250 millas (400 km) al este de Taiwán, después de lo cual el tifón aceleró hacia el noreste. Después de llegar a las Islas Ryūkyū el 3 de agosto, la tormenta se estancó, giró hacia el noroeste durante un día y luego se debilitó hasta disiparse el 6 de agosto hacia el sur de Japón después de girar hacia el este. Una estación en Filipinas informó una presión de 996,0 hectopascales (29,41 inHg) asociada con la tormenta, y otra estación registró vientos de 68 mph (110 km/h).
El 28 de julio, un área de baja presión se convirtió en una depresión tropical sobre las Islas Marianas. Siguió hacia el noroeste y rápidamente se intensificó hasta convertirse en un tifón unas horas después de desarrollarse mientras se encontraba a unas 250 millas (400 km) al sur de las islas Ogasawara. Después de cambiar su movimiento hacia el oeste, el tifón giró bruscamente hacia el norte el 31 de julio, seguido de un giro hacia el este-noreste. La tormenta pasó por las islas Ogasawara el 2 de agosto y detuvo su avance antes de girar hacia el noroeste. El 6 de agosto, el tifón azotó el centro-sur de Japón y luego la isla de Hokkaidō después de girar hacia el noreste, y se observó por última vez el 8 de agosto en el océano Pacífico occidental abierto. Un barco que pasó por el centro del tifón registró una presión de 960,0 hectopascales (28,35 inHg) y vientos superiores a 55 mph (88 km/h). [5]

### agosto
Del 1 al 3 de agosto, existió un ciclón tropical cerca de las Islas Ryūkyū.

### septiembre

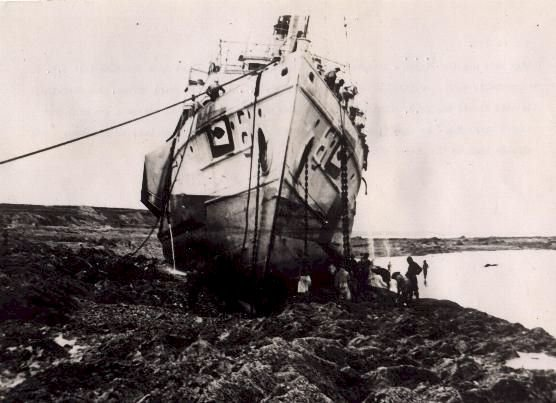
USS Pigeon varado en China por tifón de septiembre

Una depresión tropical se formó el 12 de septiembre a unas 300 millas (480 km) al sur de Guam. Se movió hacia el noroeste sin fortalecerse y se disipó el 16 de septiembre a unas 600 millas (965 km) al este de Filipinas. La depresión nunca afectó a la tierra.
El 17 de septiembre se desarrolló una depresión tropical en el Mar de la China Meridional. Siguió hacia el oeste y se intensificó hasta convertirse en un tifón. El 19 de septiembre, la tormenta tocó tierra en Vietnam a unas 150 millas (240 km) al noroeste de Đà Nẵng y posteriormente se disipó. Los detalles meteorológicos del tifón no están disponibles debido a la presencia de la Guerra del Pacífico de la Segunda Guerra Mundial.
Un área de clima perturbado organizado en una depresión tropical el 18 de septiembre a unas 250 millas (400 km) al oeste de Guam. La depresión se intensificó lentamente a medida que avanzaba generalmente hacia el noroeste, y el 21 de septiembre alcanzó el estado de tifón mientras se encontraba al este de Aparrí en Luzón. Poco después de convertirse en tifón, la tormenta giró hacia el noreste y fue paralela a la costa sur de Japón a poca distancia de la costa. Se observó por última vez el 24 de septiembre.
La presión atmosférica fue relativamente baja sobre el Mar de la China Meridional durante la última semana de septiembre y, luego del desarrollo de una circulación en un área de clima alterado, se formó una depresión tropical el 27 de septiembre. Rápidamente se fortaleció hasta convertirse en tifón y tocó tierra. en el este de Vietnam, justo al sur de Đà Nẵng, el 30 de septiembre. La tormenta se debilitó rápidamente sobre tierra, con solo leves rastros del tifón anterior al día siguiente. Una estación en el norte de Filipinas registró una presión de 1.000,0 hectopascales (29,53 inHg), y una estación de registro cerca del lugar de su llegada a tierra final informó vientos de aproximadamente 50 mph (80 km/h).

### octubre

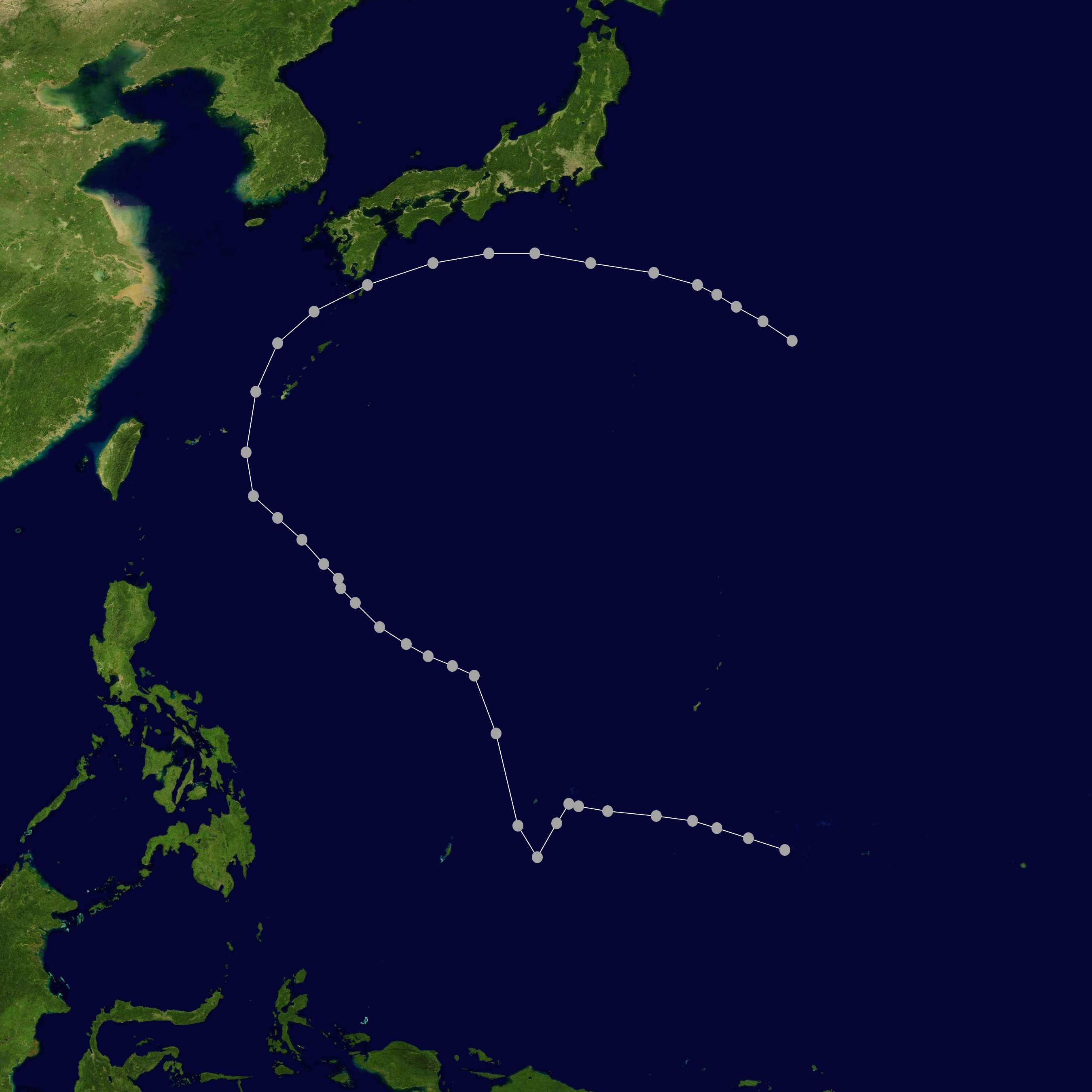
Mapa de seguimiento de un tifón que azotó Japón

El 3 de octubre se desarrolló una depresión tropical a unas 500 millas (800 km) al sur-sureste de Guam, probablemente originada por una perturbación tropical en el este de las Islas Carolinas. El sistema se fortaleció gradualmente hasta alcanzar el estado de tifón mientras avanzaba hacia el oeste-noroeste. El 7 de octubre, el tifón giró hacia el noroeste y se desplazó a través del sur del Estrecho de Luzón, pasando a unas 30 millas (48 km) al suroeste de Basco en Batanes el 9 de octubre. En condiciones desfavorables, el tifón se debilitó constantemente durante los días siguientes y se disipó en 12 de octubre sobre la parte sur del Estrecho de Taiwán. La presión mínima asociada con el tifón fue un valor de 957,0 hectopascales (28,26 inHg) en Basco, donde también se registraron vientos superiores a 75 mph (120 km/h). El daño fue menor en el norte de Luzón.
Una depresión tropical se observó por primera vez el 7 de octubre al este-noreste de Guam. Siguiendo hacia el noroeste, la depresión se intensificó constantemente hasta alcanzar el estado de tifón. Varios días después, comenzó a debilitarse mientras regresaba gradualmente hacia el noreste, y el 13 de octubre se convirtió en extratropical. Un barco que se dirigía a Filipinas registró una presión de 995,0 hectopascales (29,38 inHg) junto con vientos de aproximadamente 50 mph (80 km/h).
El 10 de octubre se observó por primera vez una depresión tropical a unas 300 millas (480 km) al sur de Guam. Inicialmente se movió hacia el oeste-noroeste y se fortaleció hasta convertirse en tifón el 11 de octubre mientras cambiaba brevemente su movimiento hacia el suroeste. Al día siguiente, el tifón giró hacia el noroeste y días después giró hacia el norte mientras se encontraba a unas 150 millas (240 km) al este de la provincia de Bataán en Filipinas. Después de pasar por las Islas Ryūkyū, se debilitó a medida que giraba hacia el noreste y el este, y el 17 de octubre se observó por última vez que giraba hacia el sureste sobre el Océano Pacífico abierto. Un barco que se dirigía a Hong Kong el 15 de octubre registró una presión de 968,0 hectopascales (28,59 inHg) y vientos de más de 75 mph (120 km/h) mientras se encontraba al este de Taiwán. El paso del tifón provocó 33 víctimas mortales en Japón.
Un área de baja presión se convirtió en una depresión tropical el 21 de octubre a unas 300 millas (480 km) al noroeste de Guam. Después de moverse inicialmente hacia el noroeste, giró hacia el norte y se intensificó hasta convertirse en tifón el 22 de octubre. El 23 de octubre pasó cerca o sobre las islas Ogasawara, donde una estación de registro informó una presión de 996,0 hectopascales (29,41 inHg). El tifón se observó por última vez el 23 de octubre acelerando hacia el noreste.

### noviembre a diciembre
El 4 de noviembre, una perturbación tropical se organizó en una depresión tropical mientras se encontraba a unas 300 millas (480 km) al este de Mindanao. Se movió rápidamente hacia el oeste-noroeste y golpeó la isla filipina de Samar sin fortalecerse más. Después de pasar por el archipiélago, la tormenta ingresó al Mar de la China Meridional a última hora del 5 de noviembre y se debilitó gradualmente hasta disiparse el 9 de noviembre cerca del suroeste de Taiwán. Una estación en Santa Cruz en la provincia de Laguna registró una presión de 997,0 hectopascales (29,44 inHg), con al menos una estación en Filipinas informando vientos con fuerza de tormenta tropical. Los informes del país indican que era potencialmente un tifón, aunque los meteorólogos decidieron que no se debió a presiones relativamente altas y falta de convección significativa al suroeste del centro.
Una depresión tropical se formó el 6 de noviembre a unas 500 millas (800 km) al este de Mindanao. Inicialmente se movió hacia el oeste-noroeste y gradualmente se recurvó hacia el noreste. Después de acelerar hacia el este-noreste, la depresión se observó por última vez el 13 de noviembre como un área remanente de baja presión sobre el Océano Pacífico occidental abierto. Se desconoce si se fortaleció a tormenta tropical.
El 22 de noviembre se formó una depresión tropical al este de Mindanao y posteriormente se dirigió hacia el noroeste. Días después se estancó mientras se encontraba a unas 250 millas (400 km) al este de la isla de Samar y se debilitó gradualmente. El aire frío irrumpió en la circulación el 25 de noviembre y dos días después se volvió extratropical.
Un tifón bien desarrollado se observó por primera vez el 29 de noviembre mientras se encontraba a unas 150 millas (240 km) al sur de Yap. Se movió hacia el noroeste y golpeó la isla de Samar el 2 de diciembre. El tifón continuó hacia el noroeste a través del archipiélago y se debilitó gradualmente mientras se desplazaba por el Mar de la China Meridional. Giró hacia el noreste y se disipó el 5 de diciembre frente a la costa del norte de Luzón. El tifón produjo fuertes lluvias y fuertes vientos a lo largo de su paso por Filipinas. Los ríos de la isla de Masbate se desbordaron debido a las abundantes lluvias, lo que provocó 34 muertes en la isla. Una estación en la isla de Samar registró un mínimo barométrico de 975,0 hectopascales (28,79 inHg).
Un área de clima perturbado se organizó en una depresión tropical el 5 de diciembre a unas 200 millas (320 km) al suroeste de Guam. Después de moverse hacia el oeste-noroeste durante varios días, giró hacia el noreste el 9 de diciembre, durante el cual alcanzó el estado de tifón. El tifón mantuvo vientos máximos durante aproximadamente dos días antes de debilitarse rápidamente a un área remanente de baja presión el 11 de diciembre. Un barco en las cercanías del ciclón informó una presión mínima de 952,0 hectopascales (28,11 inHg).
El 16 de diciembre, un área de baja presión se convirtió rápidamente en un tifón a unas 350 millas (565 km) al este de Surigao. Se movió rápidamente hacia el noroeste a velocidades de aproximadamente 30 mph (48 km / h), más rápido que todos los tifones conocidos anteriormente, excepto uno. La tormenta azotó el sureste de Luzón y giró hacia el norte y el noreste. Después de pasar cerca de Manila, llegó a aguas abiertas el 20 de diciembre. Durante los dos días siguientes, se desplazó hacia el este, posiblemente ejecutando un bucle, y después de acelerar hacia el noreste, se observó por última vez el 24 de diciembre. Una estación en Sorsogón registró una presión de 998,0 hectopascales (29,47 inHg). Mientras pasaba por el norte de Filipinas, el tifón produjo fuertes lluvias, matando a 19 en Masbate.y 14 en el norte de Luzón.
El último tifón de la temporada se observó por primera vez el 22 de diciembre a unas 225 millas (360 km) al sur de Guam . Inicialmente se movió hacia el noroeste y el 24 de diciembre el tifón giró hacia el este-noreste. Se debilitó constantemente y se observó por última vez el 26 de diciembre acelerando hacia el mar. El tifón produjo fuertes lluvias y vientos de alrededor de 80 km/h (50 mph) en Guam. La presión mínima asociada con el tifón fue un informe de barco de 995,0 hectopascales (29,38 inHg).

### Tifón de Hong Kong (tifón veintitrés)

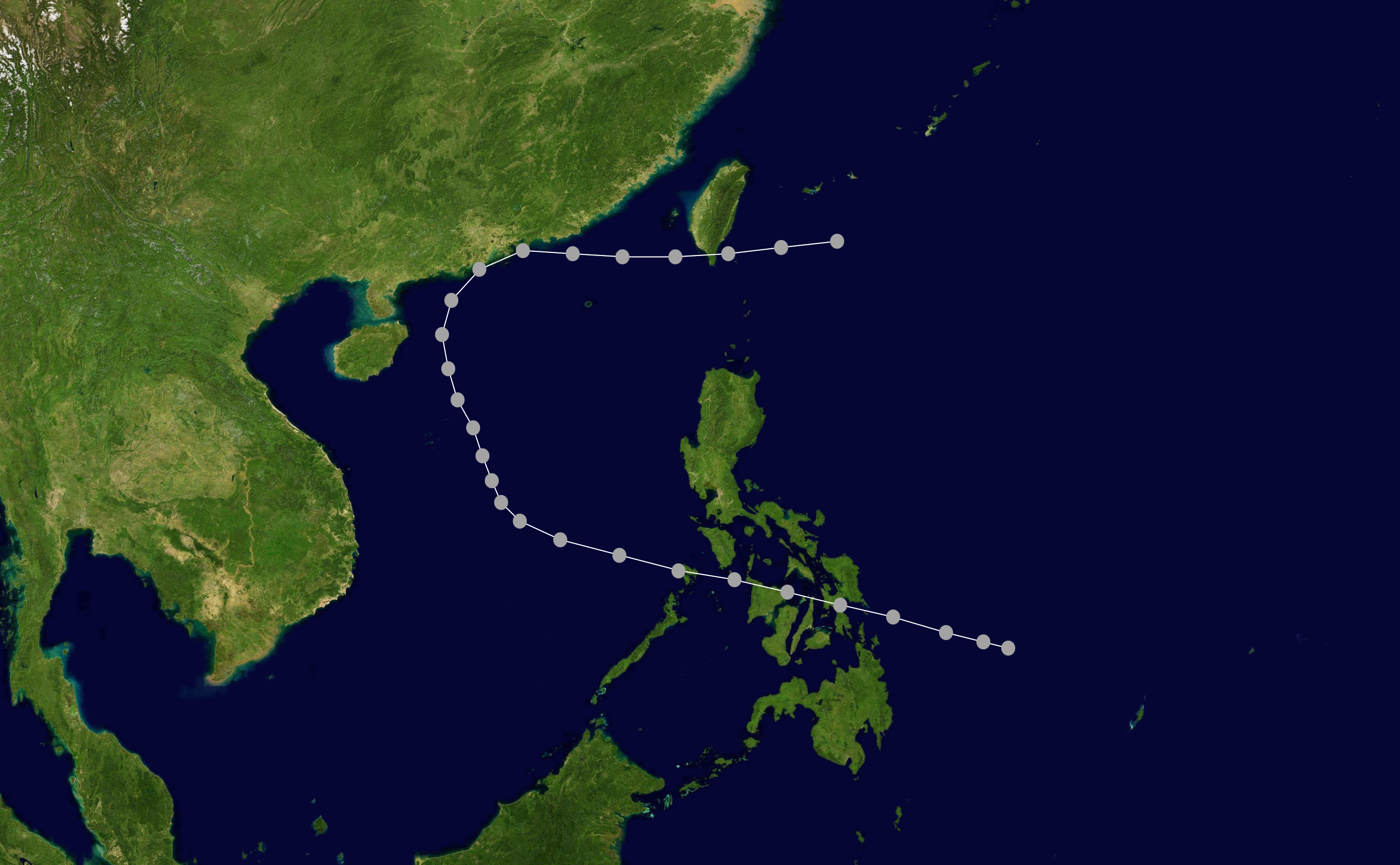
Mapa de seguimiento del tifón veintitrés

El 18 de noviembre se observó por primera vez una depresión tropical al este de Mindanao. La depresión se intensificó constantemente a medida que avanzaba hacia el oeste-noroeste, y se intensificó hasta convertirse en un tifón antes de golpear la isla Samar y la isla de Leyte el 19 de noviembre. Continuó hacia el oeste hasta llegar a la región occidental del Mar de la China Meridional el 22 de noviembre. Un frío que se aproxima el frente giró el tifón hacia el noreste, lo que resultó en una rara ocurrencia de un tifón que se dirigió hacia el noreste en la parte occidental del Mar de China Meridional. El 24 de noviembre el tifón pasó sobre Macao y dos horas después el ojocruzó directamente sobre Hong Kong. La calma del centro del ojo se prolongó durante quince minutos en el Observatorio de Hong Kong, primera vez registrada que se registró allí la calma de un tifón. El tifón comenzó a volverse extratropical después de tocar tierra, y continuó hacia el noreste a través del sur de China. Se debilitó gradualmente al pasar por el Estrecho de Taiwán y posiblemente sobre Taiwán antes de disiparse el 26 de noviembre.
Mientras cruzaba Filipinas, una estación en Cápiz en la isla Panay registró una presión de 981,0 hectopascales (28,97 inHg), así como vientos superiores a 55 mph (88 km/h). El paso del tifón hundió una lancha a motor en la isla de Masbate, matando a 48 de los 50 ocupantes a bordo. Una persona fue reportada como desaparecida y presuntamente muerta en Balangiga en el este de Sámar, que se cree que fue causada por ahogamiento. Los daños a la propiedad fueron grandes en las provincias de Samar, Leyte y Cápiz. En Hong Kong, las ráfagas de viento alcanzaron los 119 km/h (74 mph) durante una banda de lluvia.delante de la tormenta. Las precipitaciones comenzaron siete horas antes de la llegada del tifón y ascendieron a aproximadamente 4,27 pulgadas (108 mm). Las precipitaciones más intensas se produjeron en bandas de lluvia antes del tifón, con una caída de aproximadamente 40 mm (1,6 pulgadas) durante un período de 1 hora. La presión más baja registrada en Hong Kong fue de aproximadamente 989,0 hectopascales (29,21 inHg) mientras el tifón pasaba por el área. El daño fue menor en Hong Kong.